# AIPAC
AIPAC (acrônimo de American Israel Public Affairs Committee; em português, 'Comitê Americano de Assuntos Públicos de Israel') é um lobby criado em 1963 nos Estados Unidos para apoiar o Estado de Israel.
Apoia fortemente a direita israelense e tem a reputação de ser próximo do partido Likud. Conta com uma rede de mais de setenta organizações judaicas afiliadas, cujos representantes fazem parte de seu comitê diretor. Todos os anos, o AIPAC organiza uma conferência em Washington, com a presença de influentes figuras políticas de ambos os países, incluindo Hillary Clinton, Bill Clinton, Barack Obama, Joe Biden, Donald Trump, George W. Bush, Benyamin Netanyahu, Paul Ryan, Ariel Sharon e Ehud Olmert. É considerado um dos lobbies mais poderosos dos Estados Unidos. Apesar de ser um movimento oficialmente judaico e sionista, a AIPAC apoia a solução de dois estados contando com uma Autoridade Nacional Palestiniana amistosa com Israel e livre dos surtos de terrorismo.